# Podziawy (rejon miorski)
Podziawy  (biał. Падзявы; ros. Подявы) – wieś na Białorusi, w obwodzie witebskim, w rejonie miorskim, w sielsowiecie Przebrodzie.

## Historia
W czasach zaborów wieś w powiecie dzisieńskim, w guberni wileńskiej Imperium Rosyjskiego.
W latach 1921–1945 wieś leżała w Polsce, w województwie wileńskim, w powiecie dziśnieńskim, od 1926 roku w powiecie brasławskim, w gminie Przebrodzie.
Według Powszechnego Spisu Ludności z 1921 roku zamieszkiwało tu 170 osób, 154 było wyznania rzymskokatolickiego a 16 prawosławnego. Jednocześnie wszyscy mieszkańcy zadeklarowali polską przynależność narodową. Były tu 32 budynki mieszkalne. W 1931 w 37 domach zamieszkiwało 176 osób.
Wierni należeli do parafii rzymskokatolickiej w Ikaźni i prawosławnej w Przebrodziu. Miejscowość podlegała pod Sąd Grodzki w Brasławiu i Okręgowy w Wilnie; właściwy urząd pocztowy mieścił się w Przebrodziu.
W wyniku napaści ZSRR na Polskę we wrześniu 1939 miejscowość znalazła się pod okupacją sowiecką. 2 listopada została włączona do Białoruskiej SRR. Od czerwca 1941 roku pod okupacją niemiecką. W 1944 miejscowość została ponownie zajęta przez wojska sowieckie i włączona do Białoruskiej SRR. 
Od 1991 w składzie niepodległej Białorusi.